# École française de violon
L’école française de violon a atteint une renommée considérable sous la baguette de Jean-Baptiste Lully avec les célèbres « Vingt-quatre Violons du Roi ». Auparavant, le jeu des violonistes européens était fortement influencé par les Italiens. Mais à partir du XVIIe siècle, alors que les violonistes de toute l'Europe continuent de faire un « pèlerinage » en Italie, beaucoup d'italiens s'installent à Paris.
Cependant, il est tout à fait remarquable que l'école de violon française ne débute pas, loin de là, avec l'arrivée des Italiens sur le sol français. Plus tôt, des violonistes français avaient déjà établi leurs frontières et marqué leur propre territoire musical comme Jean-Féry Rebel (1666-1747), François Duval (1672-1728) ou encore Louis Grabu (1665-1694), Sébastien de Brossard (1655-1730), Élisabeth Jacquet de La Guerre (1665-1729). Ces derniers ne constituent d'ailleurs qu'une infime partie de l'ensemble des compositeurs/interprètes violonistes français de cette époque que l'on peut citer. Alors que les maîtres italiens ont apporté de grandes connaissances à l'école française, le niveau de créativité et de technique des compositeurs français n'eut en définitive rien à envier à celui d'Outre-mont. Le temps aidant, l'école française s'enrichit de nouveaux savoir-faire et acquit ses lettres de noblesse tout au long des siècles modernes et post-modernes jusqu'à s'affirmer définitivement à l'époque contemporaine comme une école de premier rang.

## Quelques exemples de l'époque Baroque (XVIIesiècle)
Lully puis Muffat firent avancer la forme sonate à travers leurs compositions pour le violon. Jean-Baptiste Anet, dit Baptiste (1662-1755) fit les beaux jours du Concert Spirituel par son interprétation plus « italianisée ». C'est alors une période où le violon français s'aguerrit au contact des Italiens (on joue les œuvres de Vivaldi et Corelli ; Somis et Locatelli triomphent à Paris), une influence qui inonde toute l'Europe musicale.
Mais c'est avec Leclair que l'identité française devient l'égal du savoir-faire italien. Ce savoir-faire acquis, les innovations intégrées (les Francœur explorent le registre aigu, l'aîné s'essaie même à l'usage du pouce de la main gauche), l'école française peut revendiquer son identité. Et c'est ainsi tout une école qui se développe autour de Leclair.
- Francesco Maria Veracini
- Michele Mascitti

Des maîtres et leurs élèves français.
- Giuseppe Tartini, → Joseph Touchemoulin, André-Noel Pagin, Pierre Lahoussaye
- Francesco Geminiani, (élève de Corelli) → Jean-Baptiste Senaillé
- Giovanni Battista Viotti, → Pierre Rode, Jean-Baptiste Cartier (1765-1841)
- Giovanni Battista Somis (élève de Corelli) → Jean-Marie Leclair, Jean-Pierre Guignon, François Chabran, Louis-Gabriel Guillemain.

## L'École française auxXVIIIeetXIXesiècles
Fondée par Pierre Rode, Rodolphe Kreutzer (formé par Anton Stamitz) et Pierre Baillot en 1795. Ces trois violonistes furent les premiers professeurs de violon du nouveau Conservatoire de Paris. Leurs élèves étaient, entre autres, Jacques Féréol Mazas, Charles-Auguste de Bériot, Charles Dancla, Charles Philippe Lafont. Ce dernier "affronta" Paganini durant un concert à la Scala de Milan en 1816. À ce titre il convient de ne pas non plus oublier de nommer Auguste Frédéric Durand ou Duranowski, qui eut une influence considérable sur Niccolò Paganini. Un autre rival de Paganini à cette époque fut encore un autre Français virtuose, le surnommé "Napoléon du violon", Alexandre Boucher.
Autres représentants :
- Pierre Gaviniès, surnommé le Tartini français ;
- François-Joseph Gossec ;
- Simon Le Duc.

## L'École franco-belge desXIXeetXXesiècles
La proximité géographique, l'échange des professeurs des conservatoires de Paris, Bruxelles et Liège ont favorisé un nouveau style, fortement influencé par Niccolo Paganini. Ce mouvement a formé une nouvelle génération de violonistes entre 1840 et 1920 avec des professeurs comme Charles-Auguste de Bériot, Charles Dancla, Jacques Féréol Mazas, Henri Vieuxtemps, Lambert Massart, François Prume, Hubert Léonard, Martin Marsick, le polonais Henryk Wieniawski, les Belges Ovide Musin, César Thomson, Eugène Ysaÿe et son disciple Mathieu Crickboom. Leurs élèves ont continué à enseigner dans cette tradition, partiellement encore jusque dans la seconde moitié du XXe siècle[réf. souhaitée]. De cette école proviennent encore des grands solistes du XXe siècle, comme Jacques Thibaud, Alfred Loewenguth, Ginette Neveu, Arthur Grumiaux, Christian Ferras. Yehudi Menuhin (qui a travaillé le violon à Paris durant sa jeunesse, cf. sa biographie), Isaac Stern, Pinchas Zukerman, Itzhak Perlman, Simon Standage ont eux aussi, en tant qu'étrangers, entretenu des contacts avec cette école et ainsi permis à une tradition musicale réputée d'aller encore au-delà des frontières.

## L'École française auXXesiècle
La tradition de l'école française perdure remarquablement aujourd'hui avec des noms tels que Marie-Annick Nicolas, Pierre Amoyal, Jean-Pierre Wallez, Patrice Fontanarosa, Gérard Poulet, Marina Chiche, David Grimal, Jean-Marc Phillips, Tedi Papavrami, Nicolas Dautricourt, Amaury Coeytaux, Pierre Foucheneret, Régis Pasquier, Jean-Jacques Kantorow, Augustin Dumay, Renaud Capuçon, Raphaël Oleg, Laurent Korcia, généralement issus du Conservatoire national supérieur de musique et de danse de Paris et du Conservatoire national supérieur de musique et de danse de Lyon, formant d'une manière désormais permanente l'élite du violon français.